# Boschidar Kraew
Boschidar Bojkow Kraew (bulgarisch Божидар Бойков Краев, FIFA-Schreibweise nach engl. Transkription: Bozhidar Boykov Kraev; * 23. Juni 1997 in Wraza) ist ein bulgarischer Fußballspieler. Der Flügelspieler ist bulgarischer Nationalspieler.

## Karriere

### Verein
Boschidar Kraew begann im Alter von sechs Jahren mit dem Fußballspielen bei seinem Heimatverein FC Botew Wraza. Nachdem er danach unter anderem beim FC Vilafranca gespielt hatte, wechselte er im Januar 2013 in die Jugend von Lewski Sofia. In der ersten Mannschaft debütierte er am 19. Juli 2014 im Spiel gegen die Lokomotive Plowdiw. Am 23. September 2014 erzielte er beim 7:1-Sieg im Pokalspiel gegen Spartak Warna einen Hattrick. Am 14. Oktober wurde er von der Tageszeitung The Guardian als eines der 40 vielversprechendsten Talente weltweit gelistet. Am 27. Februar 2015 erzielte Kraew im Spiel gegen den FK Chaskowo sein erstes Ligator für Lewski. Am 9. April 2017 erzielte er beim 5:0-Sieg gegen die Lokomotive Plowdiw vier Tore.
Am 19. Juni unterschrieb Boschidar Kraew einen Fünfjahresvertrag beim dänischen Superliga-Verein FC Midtjylland. Der Verein aus Herning bezahlte für die Dienste Kraews eine Ablösesumme in Höhe von 500.000 Euro. Für seinen neuen Verein debütierte er im UEFA-Europa-League-Spiel gegen Derry City, als er in der 73. Minute eingewechselt wurde und bereits zehn Minuten später ein Tor erzielte.
Am 22. Juni 2019 wechselte Kraew in einem einjährigen Leihgeschäft zum portugiesischen Erstligisten Gil Vicente FC. Bereits in seinem Debüt am 10. August (1. Spieltag) beim überraschenden 2:1-Heimsieg gegen den FC Porto erzielte er in der 77. Spielminute den Siegtreffer. In dieser Saison 2019/20 war er unumstrittener Stammspieler und erzielte bis zum Leihende am 30. Juni 2020 fünf Tore in 27 Ligaeinsätzen.
Nach seinem Leihende spielte er in der Saison 2020/21 wieder beim FC Midtjylland, kam bis zur Winterpause aber nur als Einwechselspieler zum Einsatz. In dieser Zeit gelang ihm in neun Ligaeinsätzen ein Torerfolg.
Am 11. Januar 2021 wechselte er bis zum Ende der Spielzeit 2020/21 zum portugiesischen Erstligisten FC Famalicão, der sich auch eine Kaufoption für ihn sicherte, diese aber nicht zog. 2022 zog es Kraew nach Neuseeland zu Wellington Phoenix.

### Nationalmannschaft
Kraew spielte in diversen U-Nationalmannschaften Bulgariens. Für die A-Auswahl seines Heimatlandes debütierte er am 25. März 2017 im Qualifikation zur Weltmeisterschaft 2018 gegen die Niederlande. Am 6. September 2018 traf er im Nations-League-Spiel gegen Slowenien doppelt.

## Erfolge
FC Midtjylland
- Dänischer Meister: 2017/18